# Iglesia católica en Sudáfrica

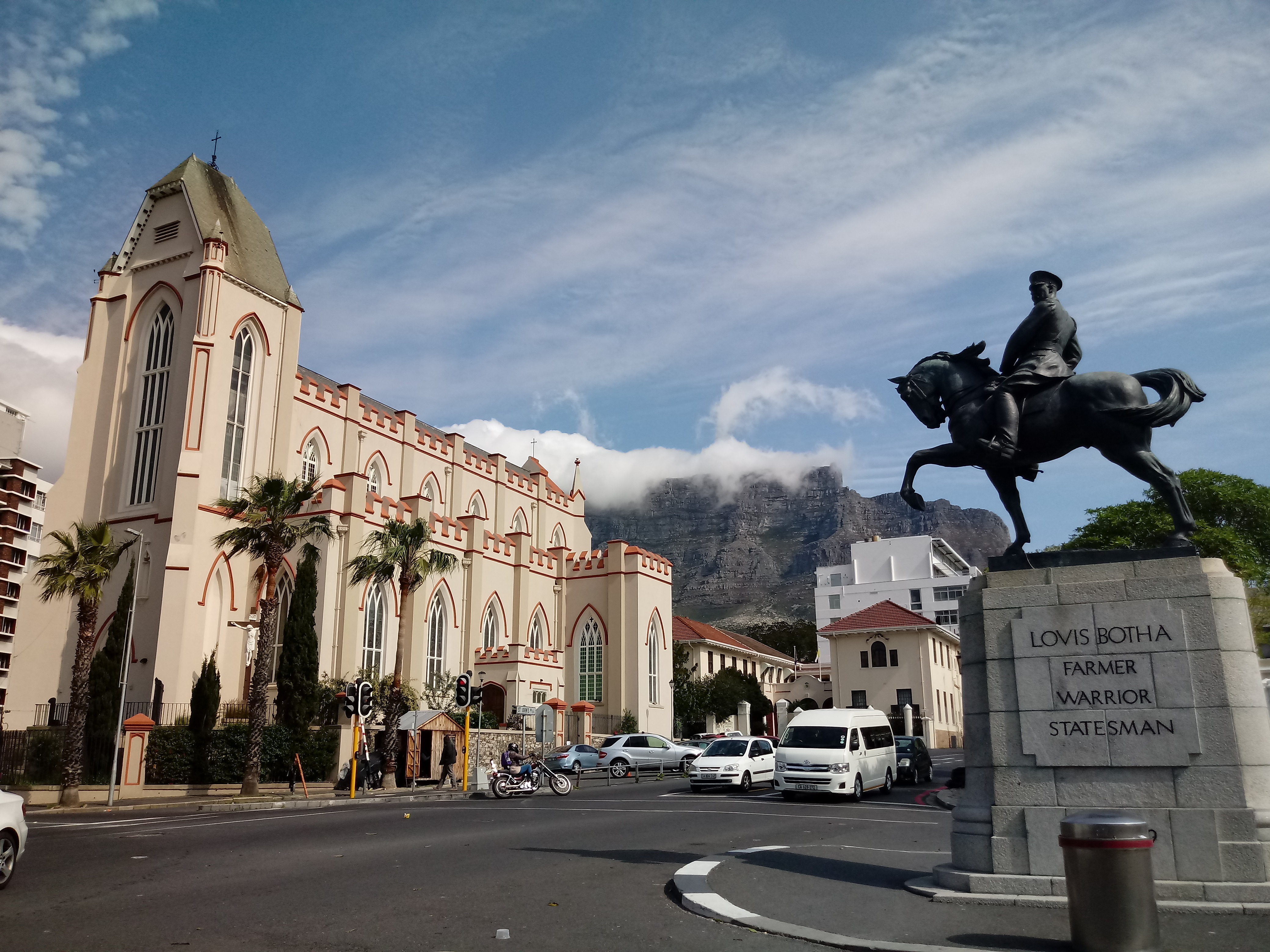
Catedral de Santa María de Ciudad del Cabo

La Iglesia católica se encuentra presente en Sudáfrica, en país en el que cuenta con 26 diócesis y archidiócesis además de un vicariato apostólico.
Actualmente, hay 3,8 millones de católicos; 2,7 millones pertenecen a varios grupos étnicos africanos, como zulú, xhosa y sotho. Los sudafricanos blancos y de color representan aproximadamente 300.000 cada uno.

## Historia
La primera misa celebrada en el actual territorio sudafricano fue realizada entre fines de diciembre de 1487 y comienzos de enero de 1498. Este evento tiene relación directa con el arribo del explorador Bartolomé Díaz, durante la Era de los Descubrimientos, quien fue el que bautizó la isla ubicada frente a las costas de Puerto Elizabeth como la Isla de la Santa Cruz, lugar donde fue conmemorada la primera Eucaristía, siendo considerado el primer acto del cristianismo y de la evangelización en Sudáfrica.
La primera edificación cristiana sudafricana que se tiene registro fue una pequeña ermita o capilla católica de pequeñas dimensiones erigida en Mosselbaai, mandada a construir en 1501 por órdenes del explorador João da Nova y cuyo patronazgo fue dedicado a San Blas.